# جورجو کریستالینی
جورجو کریستالینی (انگلیسی: Giorgio Cristallini؛ ‏ ۲۶ ژوئن ۱۹۲۱ – ۲ دسامبر ۱۹۹۹) نویسنده و کارگردان فیلم اهل ایتالیا بود.
از فیلم‌هایی که وی در آن‌ها نقش داشته است، می‌توان به دوست مادرم اشاره نمود.